# 欧尔莫什巴尼奥
欧尔莫什巴尼奥，是匈牙利包尔绍德-奥包乌伊-曾普伦州所辖的一个村。总面积7.55平方公里，总人口1729，人口密度229.0人/平方公里（2011年1月1日）。